# Ben Gluck
Pour les articles homonymes, voir Gluck (homonymie).
Benjamin Gluck, plus communément appelé Ben Gluck (né le 25 mai 1975 à Saint-Louis), est un réalisateur et scénariste américain, spécialisé dans les films d'animation.

## Biographie

### Débuts
Gluck fait ses études à l'Institut des Arts de Californie (CalArts) d'où il sort diplômé des beaux arts en animation des personnages. Sa première réalisation dans le monde du cinéma intervient en 1996 où réalise et scénarise le court-métrage Man's Best Friend qui sera diffusé sur la chaîne MTV.

### L'aventure Disney
Peu de temps après, il est embauché au Studio Walt Disney dans la branche animation. En 2000, il est un des artistes du film Dinosaure et quatre ans plus tard, il travaille sur le film La ferme se rebelle, qui est le dernier film Disney animé en deux dimensions avant l'interruption de la production de ce type de films d'animation (qui ne reprend qu'avec La Princesse et la Grenouille).
Après cela, Gluck a un rôle plus important dans les studios. En 2006, Disney lui offre le rôle de réalisateur pour Frère des ours 2, avec comme assistant Kevin Peaty.

### Recul par rapport à Disney et années fastes
Après Frère des ours 2, Gluck écrit le scénario de Numéro 9 avec le réalisateur Shane Acker et Pamela Pettier, film produit par Tim Burton. Peu de temps après, il est nommé réalisateur (avec Anthony Bell) et scénariste du film Alpha et Oméga ; c'est le premier long-métrage de Gluck qui sort au cinéma. Juste après la sortie du film, Yogi l'ours sort à son tour, film dans lequel Gluck a travaillé comme artiste.

## Filmographie
- Man's Best friend (1996) : Réalisateur/Scénariste (court-métrage)
- Dinosaure (2000) : Artiste animation/histoire
- La ferme se rebelle (2004) : Artiste animation/histoire
- Frère des ours 2 (2006) : Réalisateur
- Numéro 9 (2009) : Scénariste
- Alpha et Oméga (2010) : Réalisateur/Scénariste
- Yogi l'ours (2010) : Artiste animation/histoire